# Ferraù Fenzoni

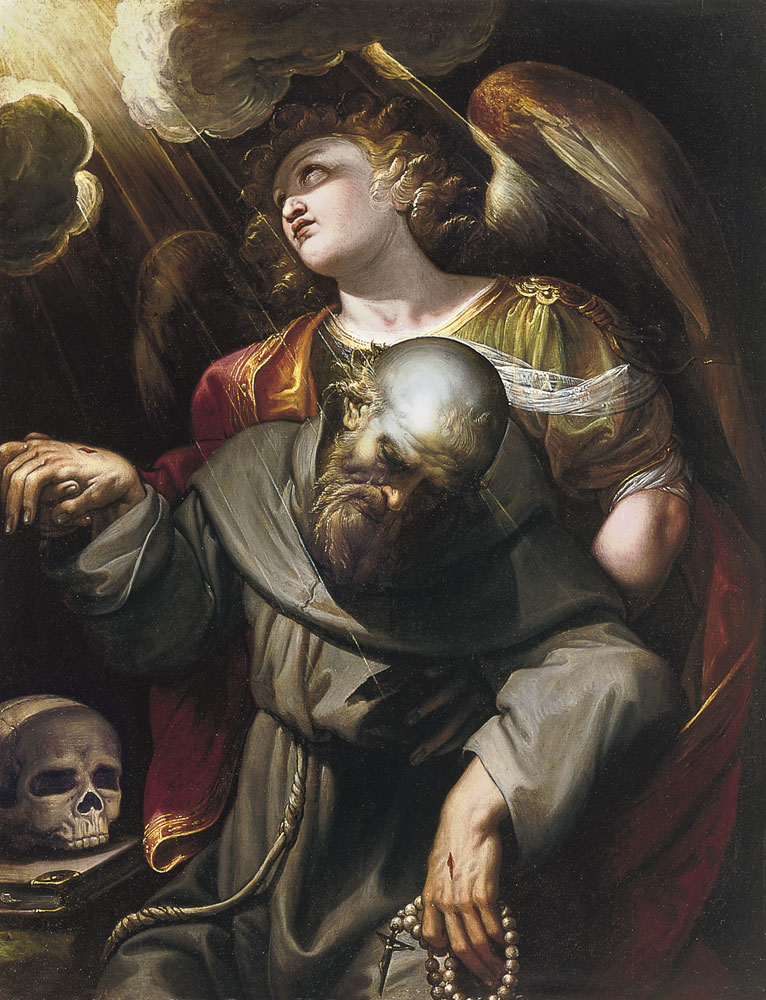
San Francisco estigmatizado sostenido por un ángel, óleo sobre lienzo, 102 x 82 cm, Madrid, Museo Thyssen Bornemisza.

Ferraù Fenzoni, llamado también Ferraù da Faenza (Faenza, 1562-1645) fue un pintor tardomanierista italiano.
Formado en Roma y según algunas fuentes con el sienés Francesco Vanni, colaboró con Andrea Lilio y Ventura Salimbeni en algunas de las más importantes empresas decorativas del papa Sixto V, como los frescos de la Biblioteca Vaticana o Biblioteca Sixtina y de la Scala Santa. Un gran fresco con la representación del evangélico Apacienta mis ovejas, en el palacio lateranense, concluido en 1588,  y Moisés y la serpiente de bronce, Caín y Abel, la Flagelación y la Crucifixión en la Scala Santa —el último de los frescos atribuido también a Salimbeni- acabados en 1589, habrían sido las contribuciones más importantes del Fenzoni al programa decorativo sixtino,  si bien, según Freedberg, su papel en el ambicioso programa papal fue meramente pasivo y deficientemente integrado en el tardomanierismo romano.
A comienzos de la década de 1590, todavía en Roma, trabajó en la decoración de la capilla de San Francisco en Santa María in Trastevere, destacando aquí el claroscuro anticlásico en la representación de la estigmatización del santo, y en los frescos de la Vida de la Virgen de Santa Maria Maggiore. De 1593 a 1599 trabajó en Todi, llamado por el obispo Angelo Cesi. Aquí dejó la más valorada de su obras: el grandioso fresco del Juicio Final, a los pies de la nave, fechado en 1596, en el que combinó desnudos academicistas y un nuevo realismo. En 1599 retornó definitivamente a Faenza donde en 1603 contrajo matrimonio con Anna di Cesare Naldi y alcanzó una sólida posición social, hecho en 1640 caballero de la orden de la Espuela de Oro.  Influido por Ludovico Carracci, en sus obras de esta última etapa, como la Piscina probática de la Pinacoteca comunal de Faenza, el Martirio de San Sebastián de la iglesia de S. Stefano o el San Francisco estigmatizado del Museo Thyssen Bornemisza, somete la fuerza expresiva al equilibrio compositivo a caballo entre el manierismo y el barroco.